# Карчава, Валериан Сисоевич
Валериан Сисоевич Карчава (1914 год, Зугдидский уезд, Кутаисская губерния, Российская империя — неизвестно, село Кегенес) — звеньевой колхоза «Ингири» Зугдидского района, Грузинская ССР. Герой Социалистического Труда (1949). Лишён звания Героя Социалистического Труда в 1953 году.

## Биография
Родился в 1914 году в крестьянской семье в одном из сельских населённых пунктов Зугдидского уезда. После коллективизации трудился в колхозе «Ингири» Зугдидского района. В 1941 году был призван по мобилизации в Красную Армию. Воевал сапёром в составе 313-го отдельного сапёрного батальона (313 осапб).
После демобилизации возвратился в Зугдидский район. Трудился агротехником, возглавлял местную партийную организацию в колхозе «Ингири» Зугдидского района. Согласно поданным в вышестоящие организации для представления к награждению званием Героя Социалистического Труда возглавлял звено, которое под его руководством в 1948 году собрало в среднем по 8799 килограмм сортового зелёного чайного листа на участке площадью 2 гектара. Указом Президиума Верховного Совета СССР от 28 августа 1949 удостоен звания Героя Социалистического Труда за «получение высоких урожаев сортового зелёного чайного листа и цитрусовых плодов в 1948 году» с вручением ордена Ленина и золотой медали «Серп и Молот» (№ 4577).
Этим же Указом званием Героя Социалистического Труда были награждены труженики колхоза «Ингири» бригадир Григорий Максимович Каличава, звеньевая Ксения Павловна Сарсания, колхозницы Венера Максимовна Джиджелава, Тина Илларионовна Каличава, Наталия Фоминична Саникидзе и Ольга Петровна Чкадуа.
В последующем после проверки государственными органами было установлено, что Валериан Карчава не трудился звеньевым и поданные сведения о его работе были подложными. Постановлением Президиума Верховного Совета СССР от 24 февраля 1953 года было отменено решение о его награждении званием Героя Социалистического Труда как необоснованное. Этим же решением звания Героя Социалистического Труда были лишены четыре колхозника колхоза «Ингири» Зугдидского района.
Дальнейшая его судьба не известна.
Награды
- Медаль «За оборону Кавказа» (01.05.1944)